# Nauroy
Cet article possède des paronymes, voir Naurois, Noroît et Norrois.
Pour les articles homonymes, voir Nauroy (homonymie).
Ne doit pas être confondu avec Maurois (Nord).
Nauroy est une commune française située dans le département de l'Aisne, en région Hauts-de-France.

## Géographie

### Communes limitrophes
|             | Estrées        |          |
| Bellicourt  | Nauroy         | Joncourt |
| Bellenglise | Magny-la-Fosse |          |

### Hydrographie

#### Réseau hydrographique
La commune est située dans le bassin Artois-Picardie. Elle est drainée par la Baraque.

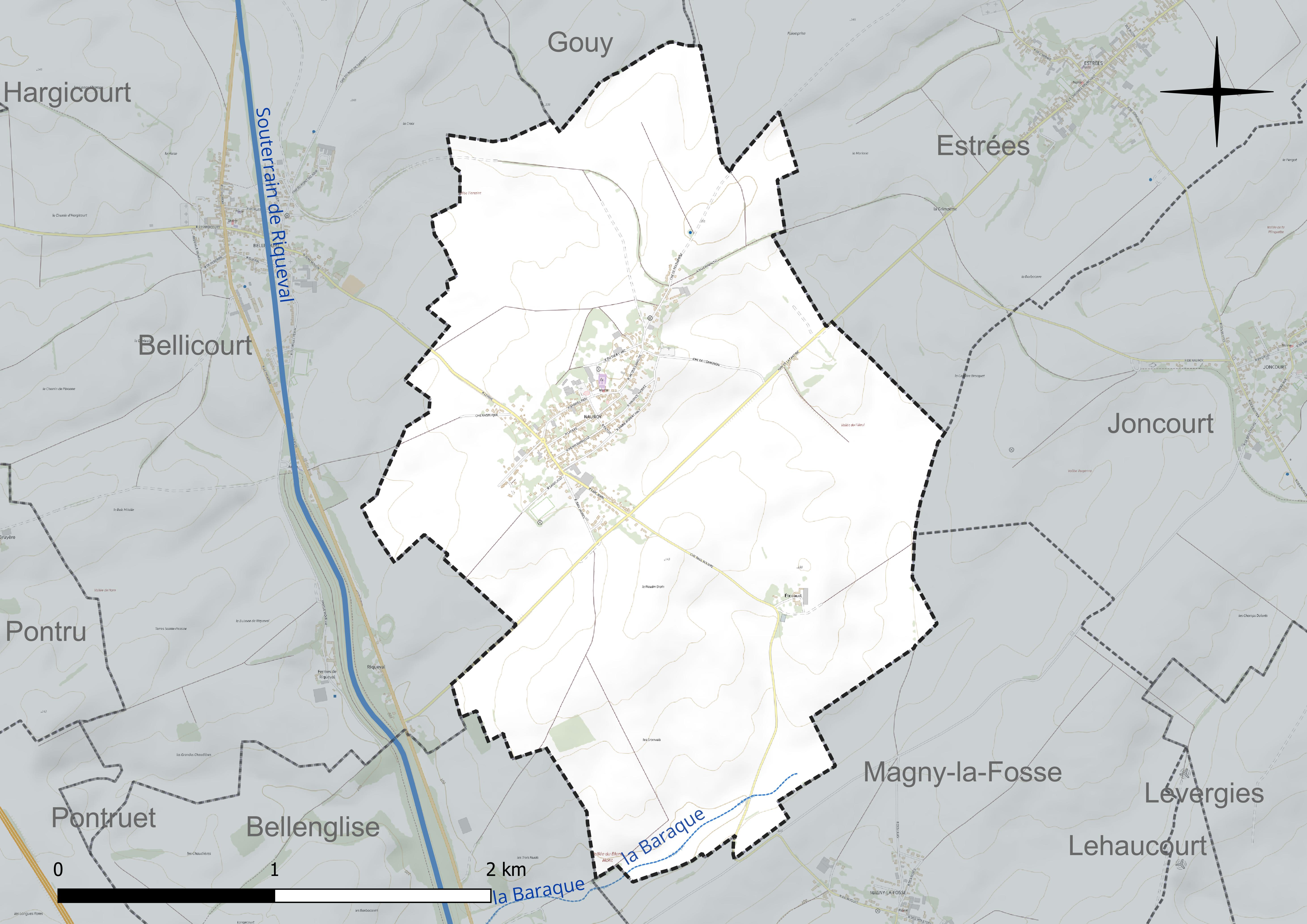
Réseau hydrographique de Nauroy.

#### Gestion et qualité des eaux
Le territoire communal est couvert par le schéma d'aménagement et de gestion des eaux (SAGE) « Haute Somme ». Ce document de planification concerne un territoire de 1 798 km2 de superficie, délimité par le bassin versant de la Haute Somme est constitué d'un réseau hydrographique complexe de cours d'eau, de marais, d'étangs et de canaux. Le périmètre a été arrêté le 21 avril 2006 et le SAGE proprement dit a été approuvé le 15 juin 2017. La structure porteuse de l'élaboration et de la mise en œuvre est le syndicat mixte d'aménagement hydraulique du bassin versant de la Somme (AMEVA). 
La qualité des cours d'eau peut être consultée sur un site dédié géré par les agences de l'eau et l'Agence française pour la biodiversité. 

### Climat
Pour des articles plus généraux, voir Climat des Hauts-de-France et Climat de l'Aisne.
En 2010, le climat de la commune est de type climat océanique dégradé des plaines du Centre et du Nord, selon une étude du CNRS s'appuyant sur une série de données couvrant la période 1971-2000. En 2020, Météo-France publie une typologie des climats de la France métropolitaine dans laquelle la commune est dans une zone de transition entre le climat océanique et le climat océanique altéré et est dans la région climatique  Nord-est du bassin Parisien, caractérisée par un ensoleillement médiocre, une pluviométrie moyenne régulièrement répartie au cours de l'année et un hiver froid (3 °C). 
Pour la période 1971-2000, la température annuelle moyenne est de 9,9 °C, avec une amplitude thermique annuelle de 15 °C. Le cumul annuel moyen de précipitations est de 751 mm, avec 11,7 jours de précipitations en janvier et 9,3 jours en juillet. Pour la période 1991-2020, la température moyenne annuelle observée sur la station météorologique la plus proche, située sur la commune d'Épehy à 11 km à vol d'oiseau, est de 10,6 °C et le cumul annuel moyen de précipitations est de 752,8 mm,. Pour l'avenir, les paramètres climatiques de la commune estimés pour 2050 selon différents scénarios d'émission de gaz à effet de serre sont consultables sur un site dédié publié par Météo-France en novembre 2022.

## Urbanisme

### Typologie
Au 1er janvier 2024, Nauroy est catégorisée bourg rural, selon la nouvelle grille communale de densité à 7 niveaux définie par l'Insee en 2022.
Elle est située hors unité urbaine. Par ailleurs la commune fait partie de l'aire d'attraction de Saint-Quentin, dont elle est une commune de la couronne,. Cette aire, qui regroupe 120 communes, est catégorisée dans les aires de 50 000 à moins de 200 000 habitants,.

### Occupation des sols
L'occupation des sols de la commune, telle qu'elle ressort de la base de données européenne d'occupation biophysique des sols Corine Land Cover (CLC), est marquée par l'importance des territoires agricoles (93,4 % en 2018), une proportion identique à celle de 1990 (93,4 %). La répartition détaillée en 2018 est la suivante : 
terres arables (93,4 %), zones urbanisées (6,6 %).
L'évolution de l'occupation des sols de la commune et de ses infrastructures peut être observée sur les différentes représentations cartographiques du territoire : la carte de Cassini (XVIIIe siècle), la carte d'état-major (1820-1866) et les cartes ou photos aériennes de l'IGN pour la période actuelle (1950 à aujourd'hui).

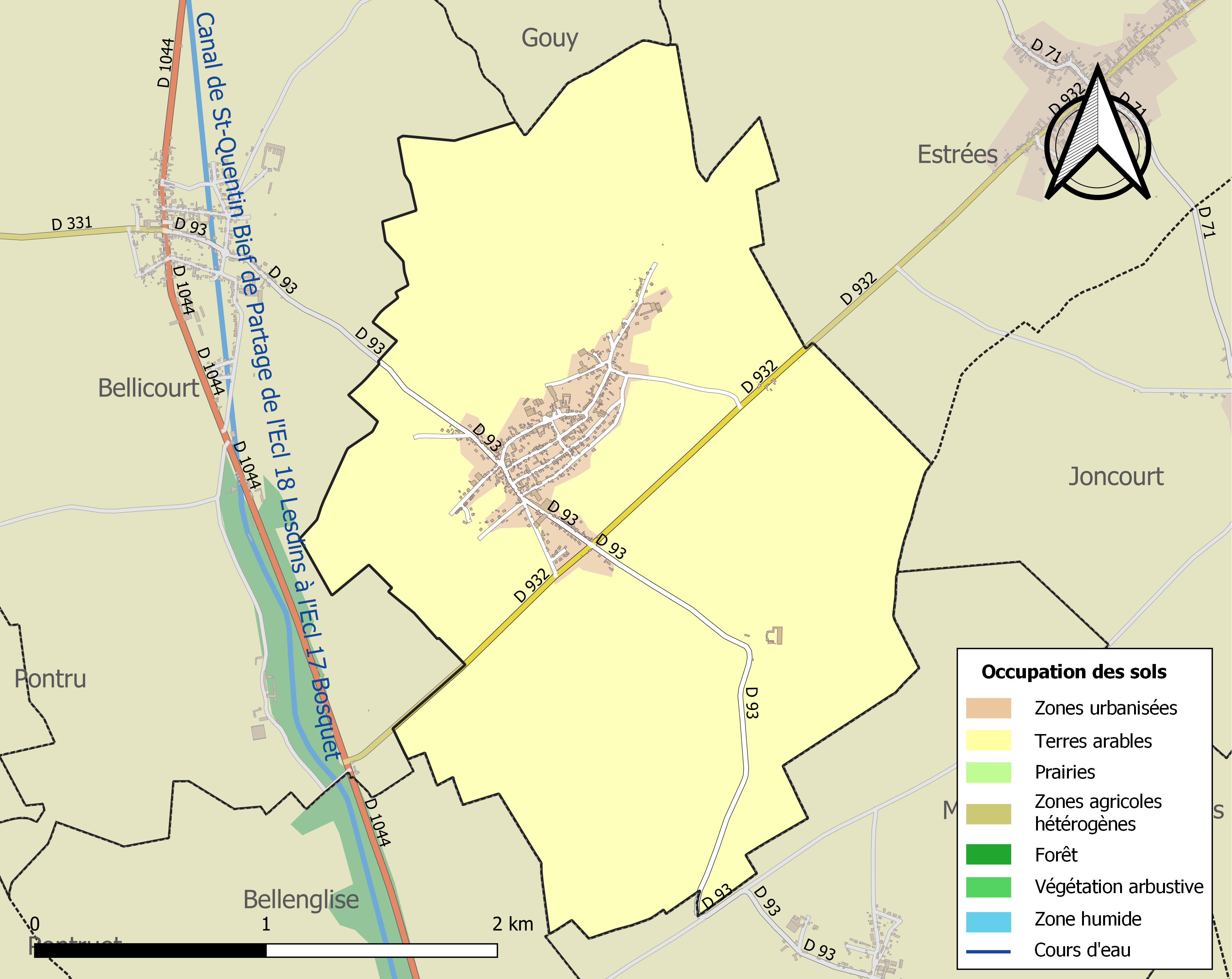
Carte de l'occupation des sols de la commune en 2018 (CLC).

## Toponymie
Le village apparaît pour la première fois au XIIe siècle sous le nom de Nogaridum. L'appellation variera ensuite de manières différentes en fonction des transcriptions latines : Nouroi, Villa de Noeroi, Noueroi, Nourroi, Norroir, Noroy, Saint-Léger de Noroy, Nouroir sur la carte de Cassini vers 1750.

Du latin nucarium, « noyer », et suffixe collectif –etum. De l'oïl *noerei, *noeray, *noeroi « ensemble de noyers », qui a dû exister à côté de la variante féminine noeroie.

## Histoire
|  |
|  |
|  |

 Religion : le protestantisme 

En 1691, alors que la France connaît les rigueurs de la révocation de l'édit de Nantes (1685), le village, ainsi que six autres localités environnantes (Hargicourt, Jeancourt, Templeux-le-Guérard, Lempire, Vendelles et Montbrehain), voit une partie de ses habitants se convertir au protestantisme à la suite des visites du prédicant itinérant Gardien Givry. Les prédications clandestines ont lieu au lieu-dit la Boîte à Cailloux, vallon isolé situé sur le terroir d'Hesbécourt. Une communauté protestante restera dès lors implantée dans le village. Le temple est aujourd'hui désaffecté.

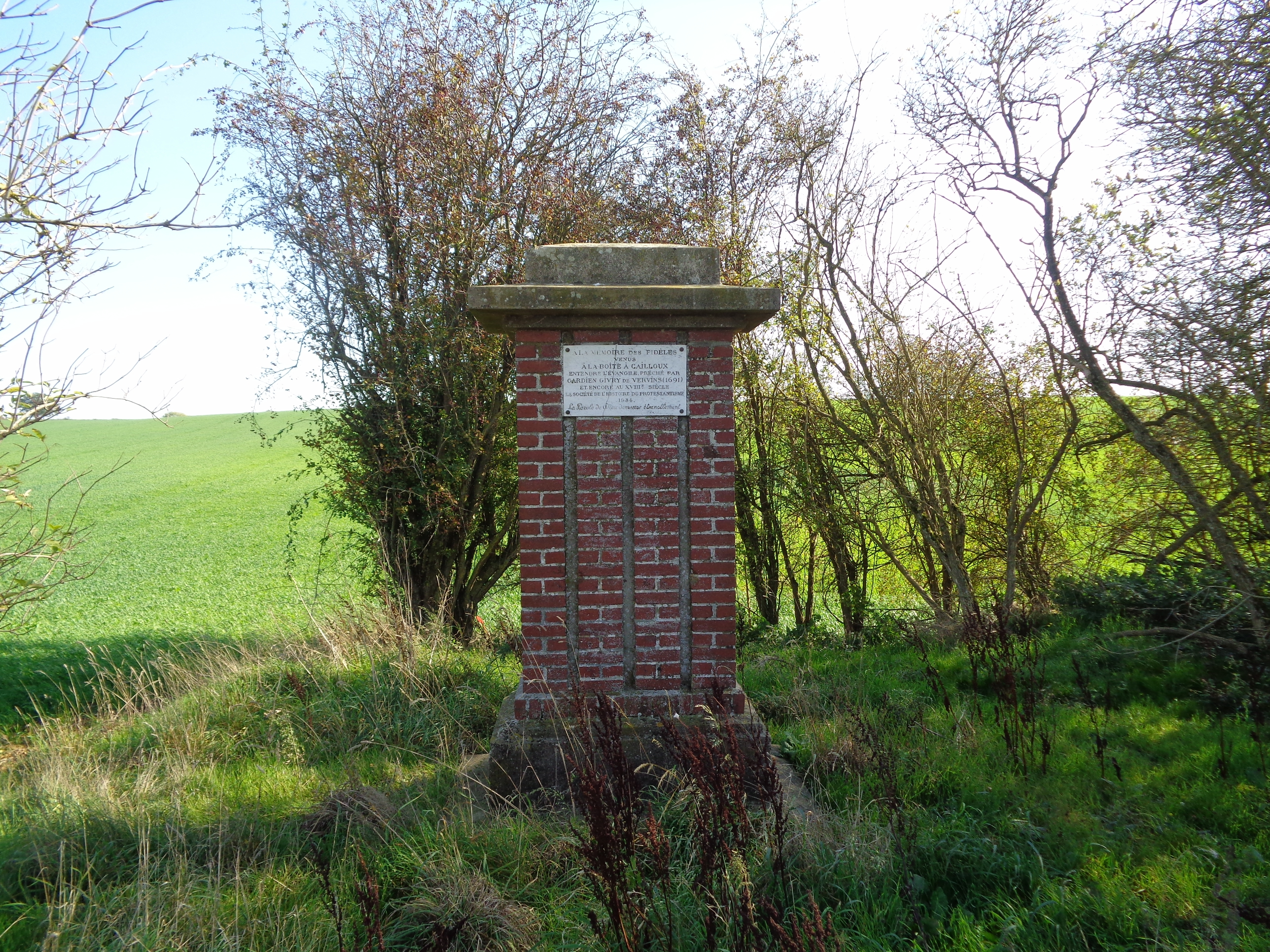
La stèle de la Boîte à cailloux en 2017.
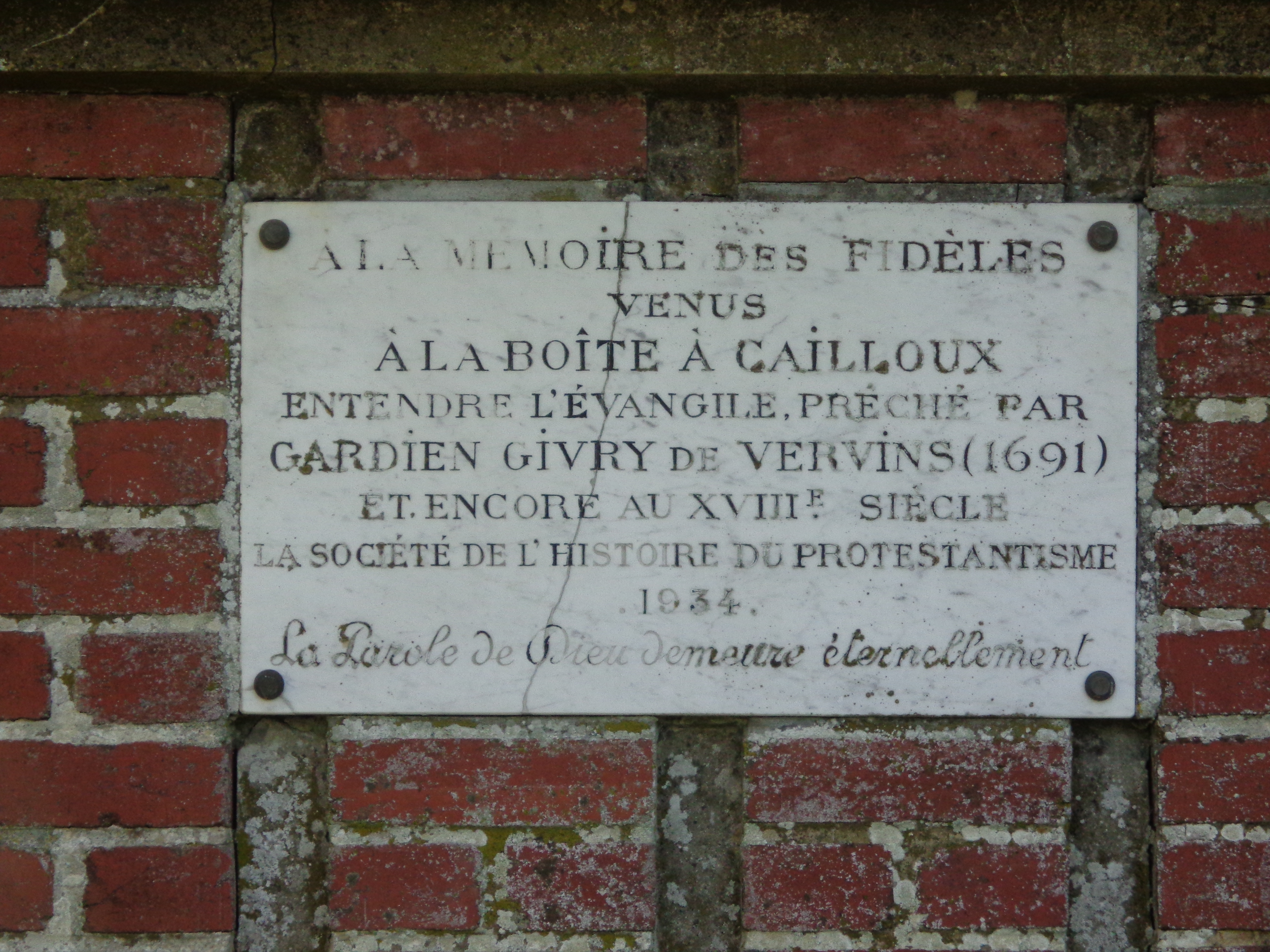
Plaque commémorative sur la stèle.
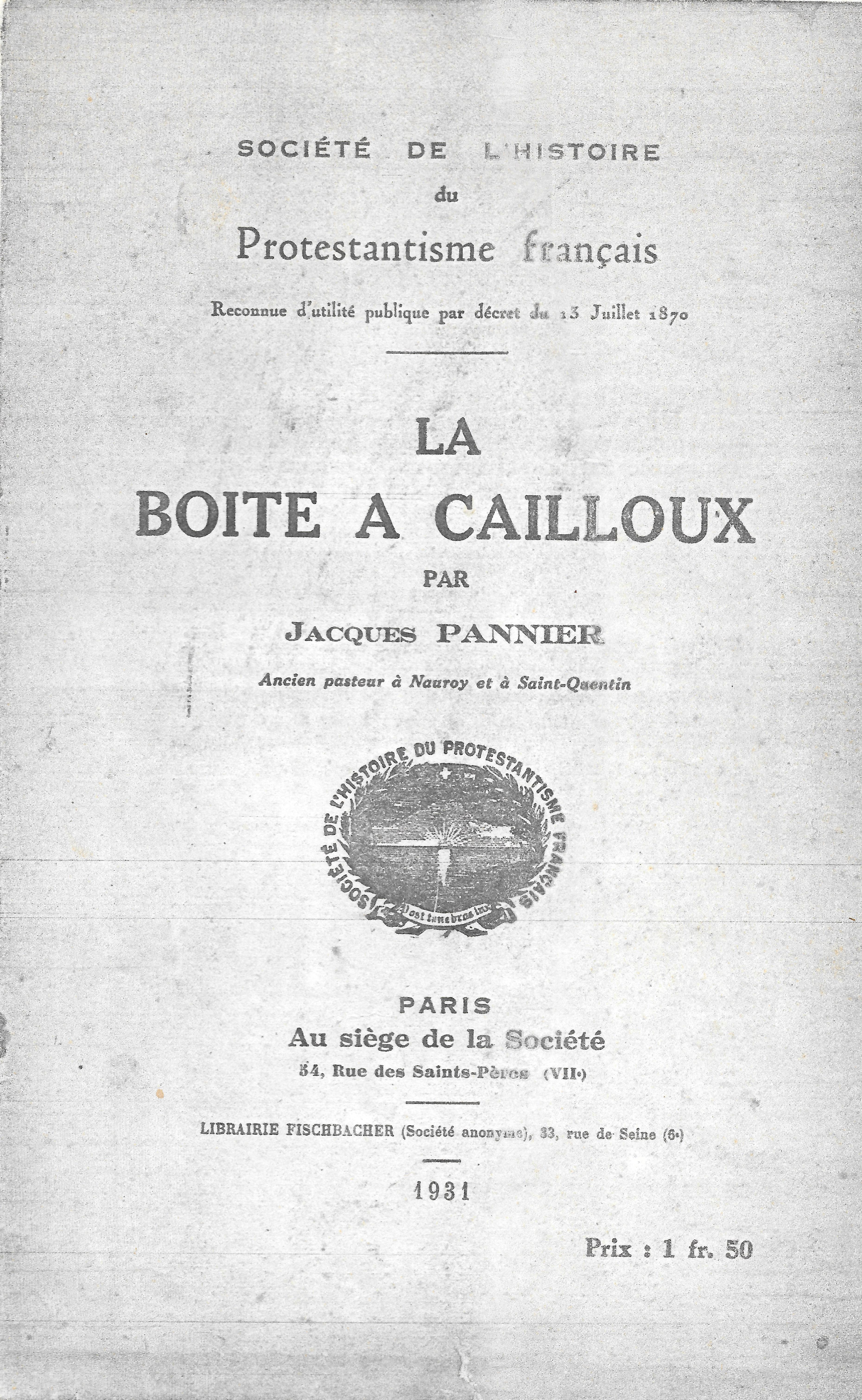
Plaquette éditée en 1931 lors de l'érection de la stèle.
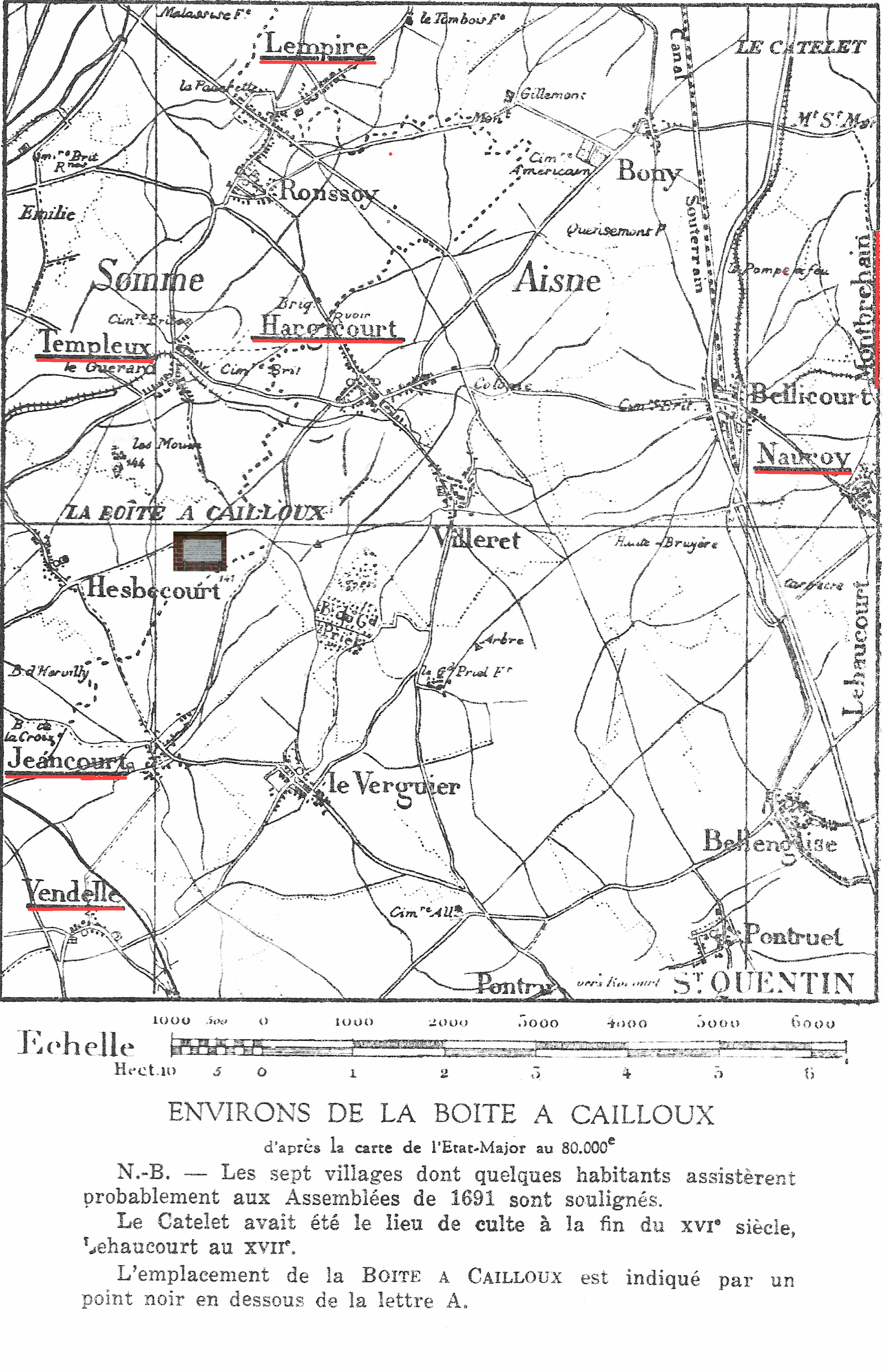
Plan des 7 villages.
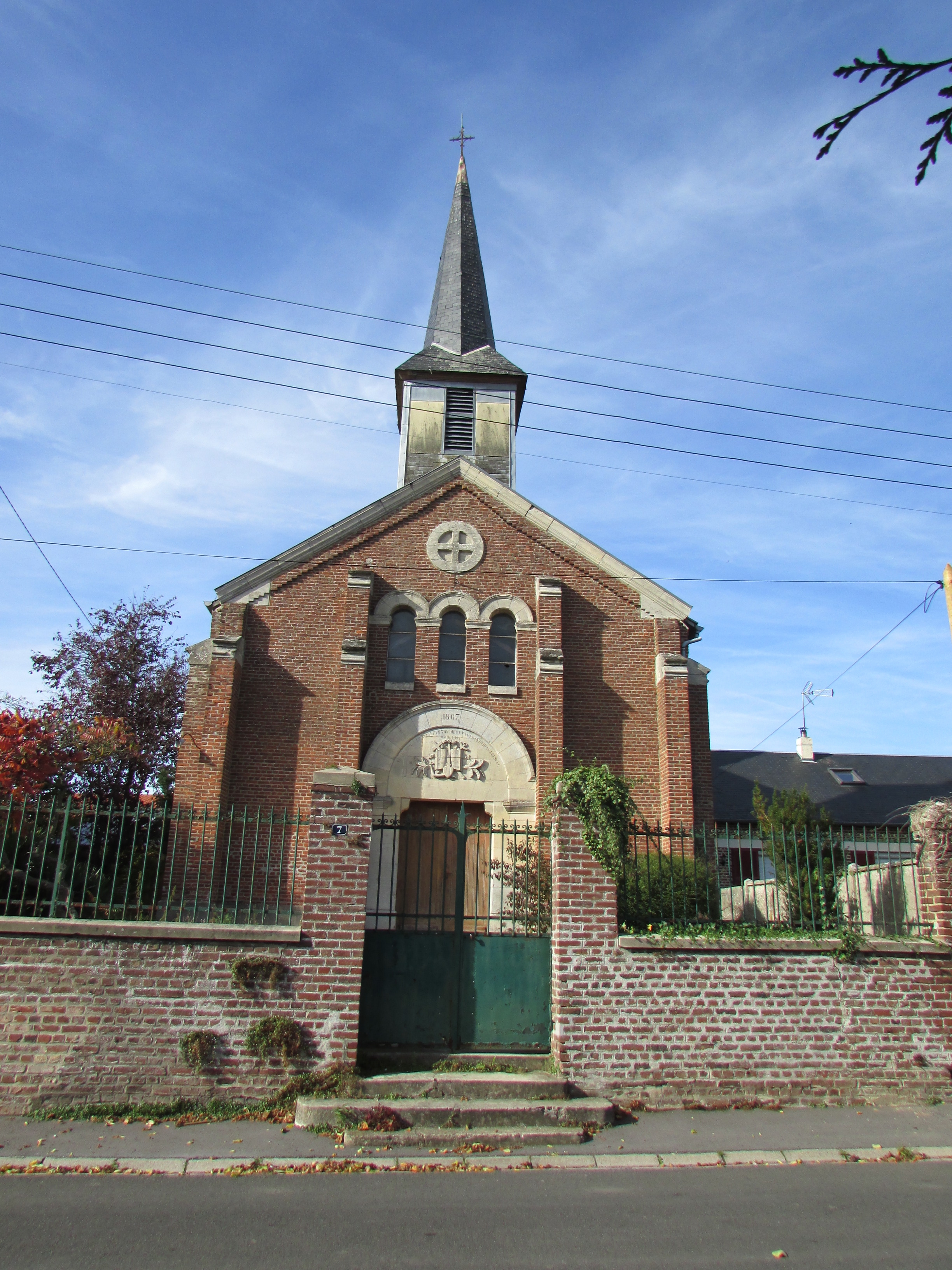
Le temple de nos jours.

 Carte de Cassini 
Sur la carte de Cassini ci-contre datant du XVIIIe siècle, Nauroy est une paroisse. Un moulin à vent en bois existait au sud vers Étricourt. Étricourt (Ostricourt en 1158 dans un cartulaire de l'abbaye du Mont-Saint-Martin puis Estricourt et Étrecourt) était au Moyen Âge  plus important que Nauroy avant d'être un hameau au XVIIIe siècle et une simple ferme aujourd'hui.

Joachim Malézieux (1851-1906) a écrit en 1874 dans son livre "Promenades dans le Vermandois " un historique sur Nauroy et Étricourt consultable sur le site de la Bibliothèque Nationale.
En 1875, une sucrerie propriété de Gondreron et Cie fonctionne à Etricourt.
 La guerre de 1914-1918 

Le 28 août 1914, moins d'un mois après la déclaration de guerre, Nauroy voit l'arrivée des premiers Allemands après la retraite de l'armée française.

Pendant toute, le village se trouve en arrière du front, qui est stabilisé à une vingtaine de kilomètres à l'ouest, vers Péronne. Pendant cette période, les habitants connaissent la dure loi des occupants. Des arrêtés de la kommandantur obligent, à date fixe, sous la responsabilité du maire et du conseil municipal, la population à fournir sous peine de sanctions : blé, œufs, lait, viande, légumes, destinés à nourrir les soldats du front. Toutes les personnes valides devaient effectuer des travaux agricoles ou d'entretien.
Ce n'est que début octobre 1918 que le village sera libéré par les troupes britanniques après de violents combats et des bombardements qui occasionneront de nombreux dégâts aux constructions.
Après l'armistice, nombre d'habitants ne reviennent pas s'installer dans la commune, mais, grâce aux indemnités pour dommages de guerre, commencent une nouvelle vie en d'autres lieux. Pour les autres débute une longue période de plus de dix ans de reconstruction des habitations (maisons provisoires), des fermes, des bâtiments publics, des routes. De 1 199 habitants en 1911, Nauroy n'en comptait plus que 576 en 1921, soit moins de la moitié.
Le 17 octobre 1920, vu les souffrances endurées par la population pendant les trois années d'occupation et les dégâts aux constructions, la commune se voit décerner la Croix de guerre 1914-1918. Nauroy fait partie des communes officiellement destinée à "ne pas être reconstituée" mais, contrairement à Hurlus ou Moronvilliers, elle ne sera pas supprimée.

## Politique et administration

### Découpage territorial
La commune de Nauroy est membre de la communauté de communes du Pays du Vermandois, un établissement public de coopération intercommunale (EPCI) à fiscalité propre créé le 31 décembre 1993 dont le siège est à Bellicourt. Ce dernier est par ailleurs membre d'autres groupements intercommunaux.
Sur le plan administratif, elle est rattachée à l'arrondissement de Saint-Quentin, au département de l'Aisne et à la région Hauts-de-France. Sur le plan électoral, elle dépend du  canton de Bohain-en-Vermandois pour l'élection des conseillers départementaux, depuis le redécoupage cantonal de 2014 entré en vigueur en 2015, et de la deuxième circonscription de l'Aisne  pour les élections législatives, depuis le dernier découpage électoral de 2010.

### Administration municipale
| Période                                  | Période                   | Identité             | Étiquette | Qualité                                                    |
| ---------------------------------------- | ------------------------- | -------------------- | --------- | ---------------------------------------------------------- |
| Les données manquantes sont à compléter. |                           |                      |           |                                                            |
| maire en 1968                            | ?                         | André Vatin          | PCF       | Agent SNCF, suppléant du député Daniel Le Meur (1973-1978) |
| mars 2001                                | mars 2014                 | Jean Harnoux         | PCF       |                                                            |
| mars 2014                                | En cours (au 6 juin 2020) | Jean-Jacques Froment | SE        | Employé Réélu pour le mandat 2020-2026                     |

## Démographie
L'évolution du nombre d'habitants est connue à travers les recensements de la population effectués dans la commune depuis 1793. Pour les communes de moins de 10 000 habitants, une enquête de recensement portant sur toute la population est réalisée tous les cinq ans, les populations de référence des années intermédiaires étant quant à elles estimées par interpolation ou extrapolation. Pour la commune, le premier recensement exhaustif entrant dans le cadre du nouveau dispositif a été réalisé en 2007.

En 2022, la commune comptait 672 habitants, en évolution de −5,62 % par rapport à 2016 (Aisne : −1,97 %, France hors Mayotte : +2,11 %).
| 1793 | 1800 | 1806  | 1821  | 1831  | 1836  | 1841  | 1846  | 1851  |
| ---- | ---- | ----- | ----- | ----- | ----- | ----- | ----- | ----- |
| 900  | 838  | 1 011 | 1 035 | 1 171 | 1 241 | 1 276 | 1 300 | 1 319 |

| 1856  | 1861  | 1866  | 1872  | 1876  | 1881  | 1886  | 1891  | 1896  |
| ----- | ----- | ----- | ----- | ----- | ----- | ----- | ----- | ----- |
| 1 331 | 1 383 | 1 329 | 1 304 | 1 268 | 1 180 | 1 197 | 1 168 | 1 220 |

| 1901  | 1906  | 1911  | 1921 | 1926 | 1931 | 1936 | 1946 | 1954 |
| ----- | ----- | ----- | ---- | ---- | ---- | ---- | ---- | ---- |
| 1 244 | 1 202 | 1 199 | 576  | 796  | 736  | 733  | 606  | 638  |

| 1962 | 1968 | 1975 | 1982 | 1990 | 1999 | 2006 | 2007 | 2012 |
| ---- | ---- | ---- | ---- | ---- | ---- | ---- | ---- | ---- |
| 663  | 666  | 683  | 685  | 728  | 681  | 683  | 683  | 714  |

| 2017 | 2022 | - | - | - | - | - | - | - |
| ---- | ---- | - | - | - | - | - | - | - |
| 703  | 672  | - | - | - | - | - | - | - |

## Lieux et monuments
- Église Saint-Léger du XVe siècle grandement endommagée pendant la Grande Guerre et reconstruite dans un style néo-roman par l'architecte M. Bonnemaison et l'entrepreneur L. Vatin en 1926. Les baies sont ornées de verrières de la maison Bottu datant de 1926.
- Temple protestant[31] construit en 1867, rue Bernard Palissy : le temple a servi au culte protestant  pendant plus d'un siècle[32] puis a porté le nom d'église Saint-Louis de culte catholique gallican[33], jusqu'en juin 2015. Actuellement en restauration, il abrite des expositions temporaires d'art contemporain et un atelier de céramique permanent. Il est ouvert au public lors des journées du patrimoine[34].
- Monument aux morts.
- Au cimetière, tombe de guerre de la Commonwealth War Graves Commission.
- Calvaire.

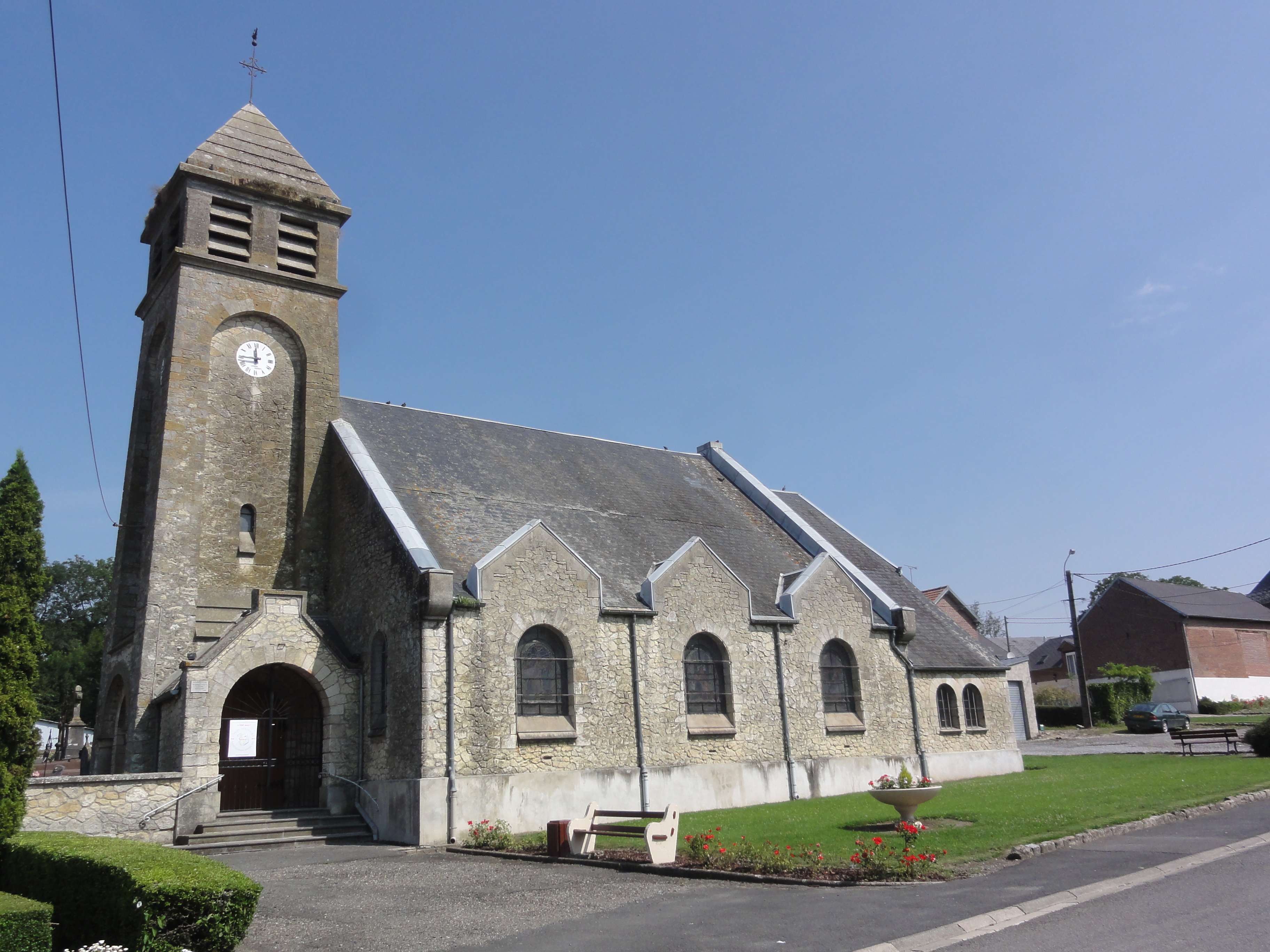
Église Saint-Léger.
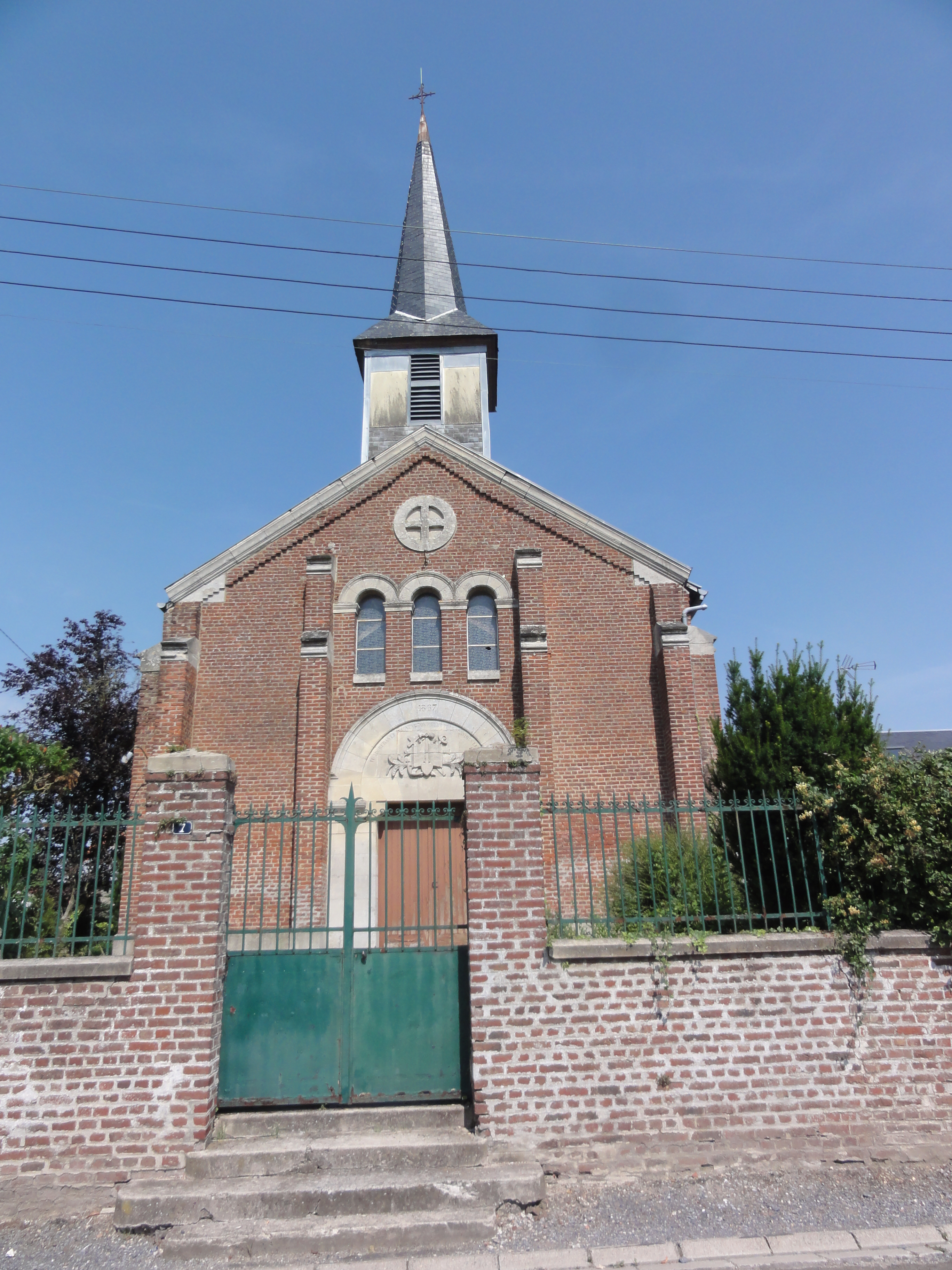
Temple protestant.
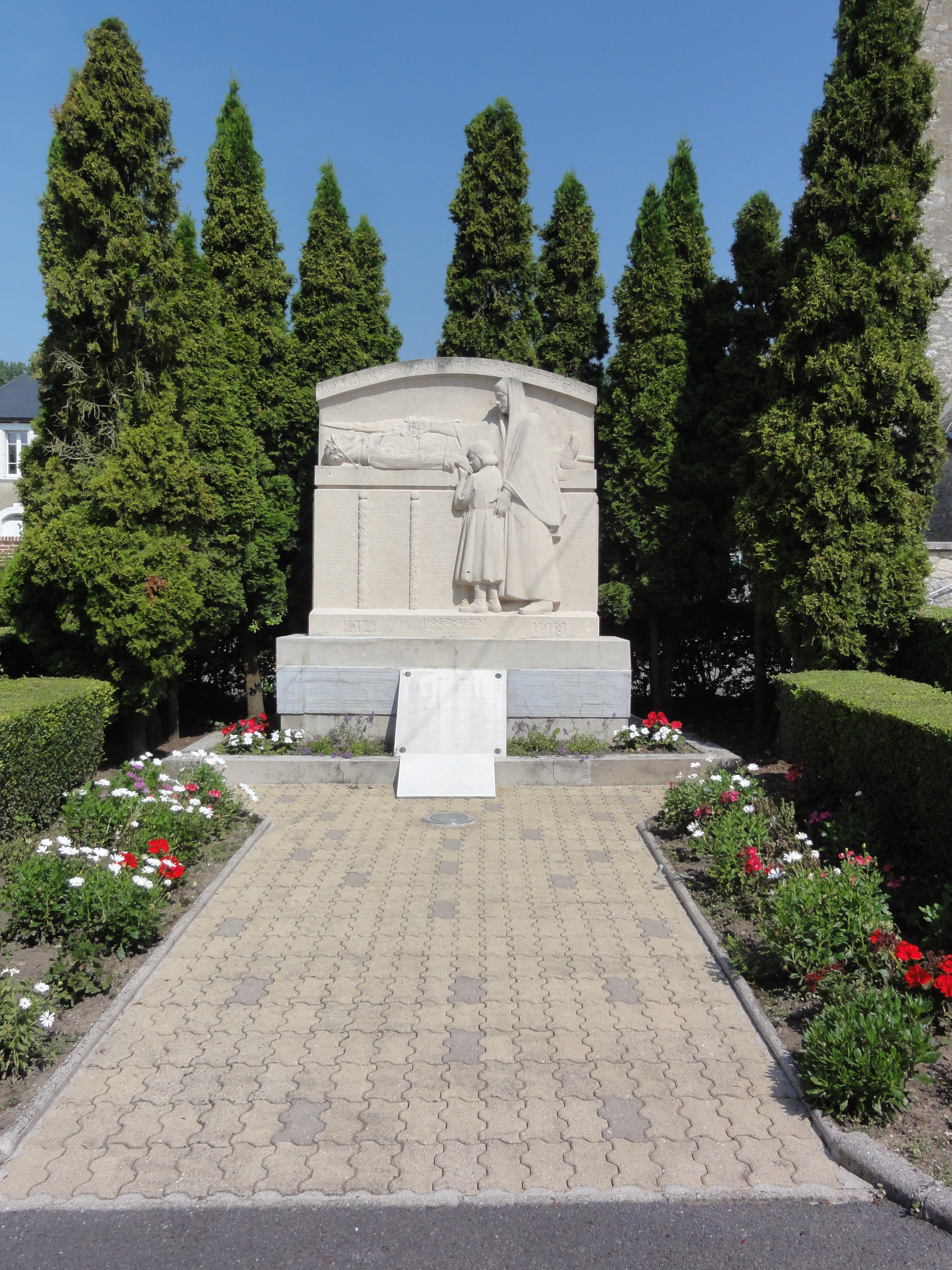
Monument aux morts.
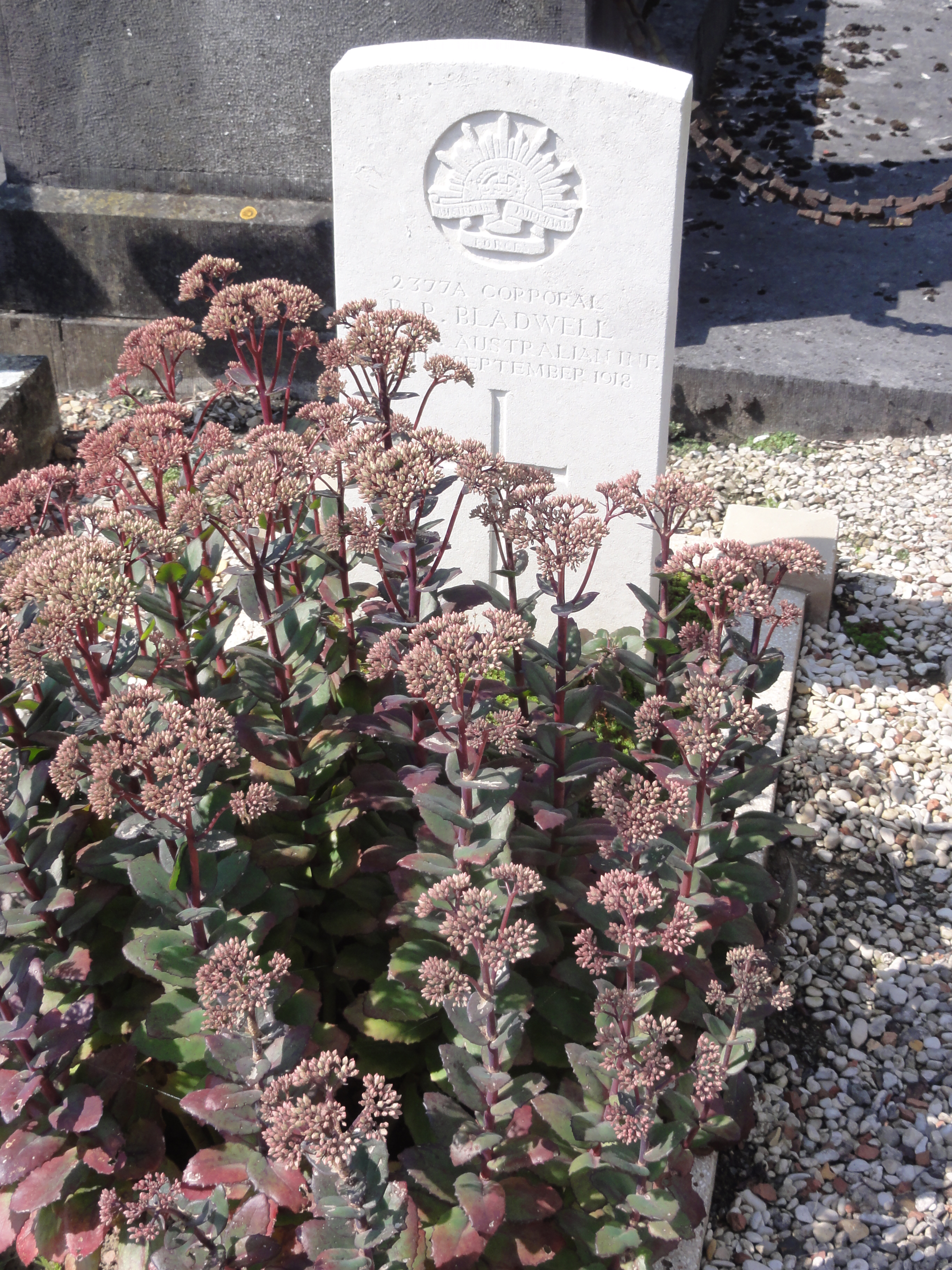
Tombe de guerre de la CWGC.
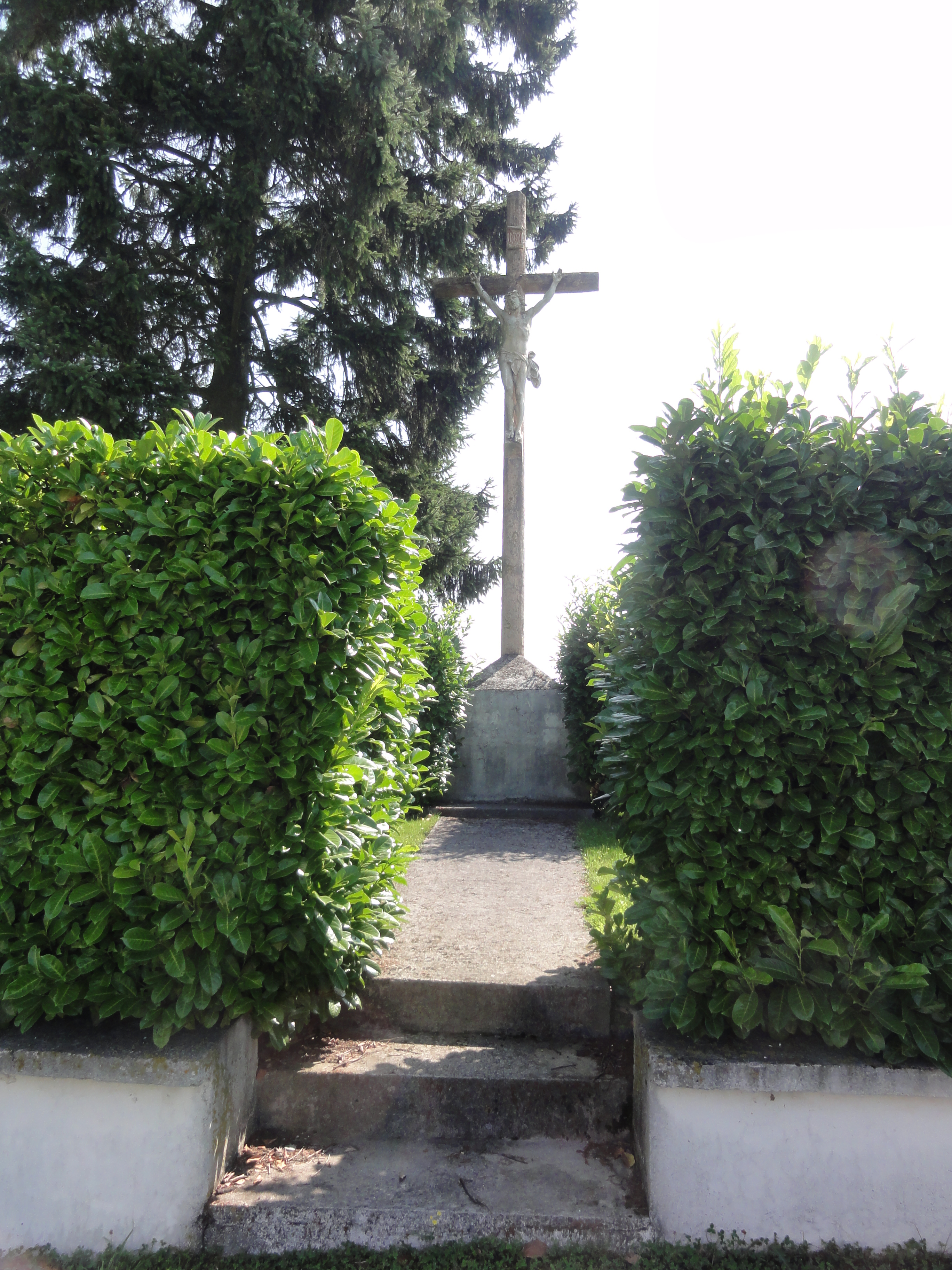
Croix de chemin.
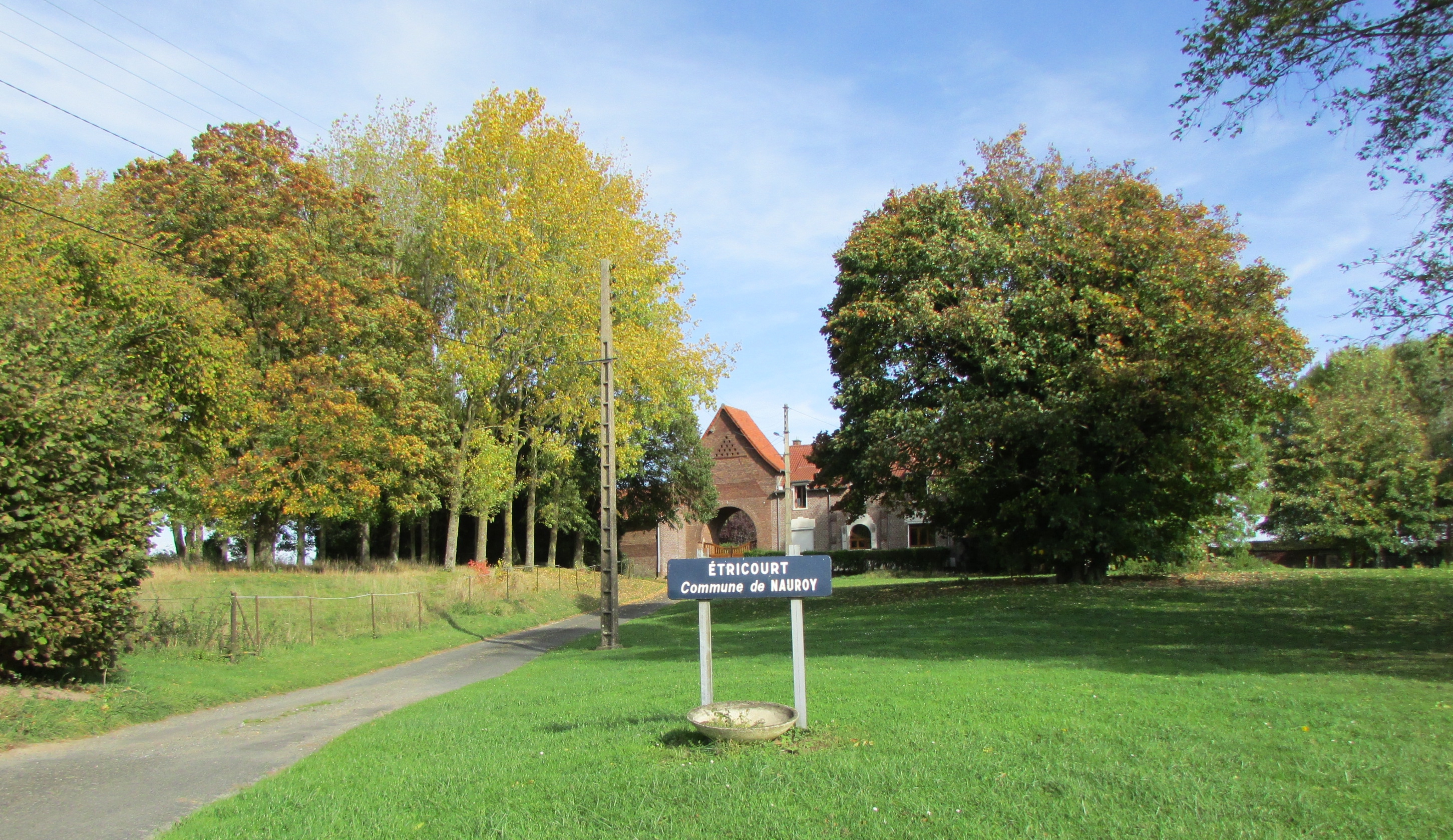
Le hameau d'Etricourt.
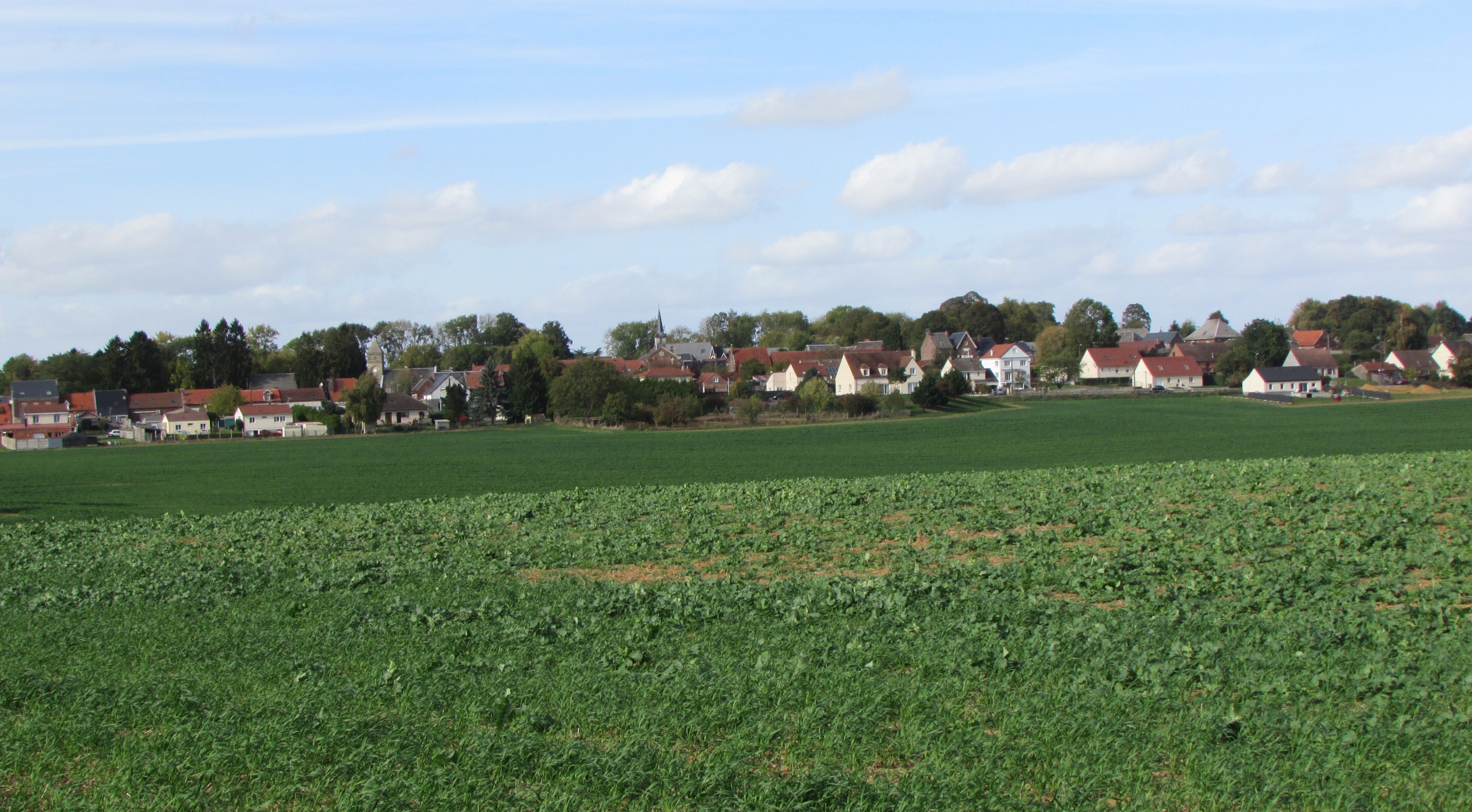
Vue du village depuis la Chaussée Brunehaut.
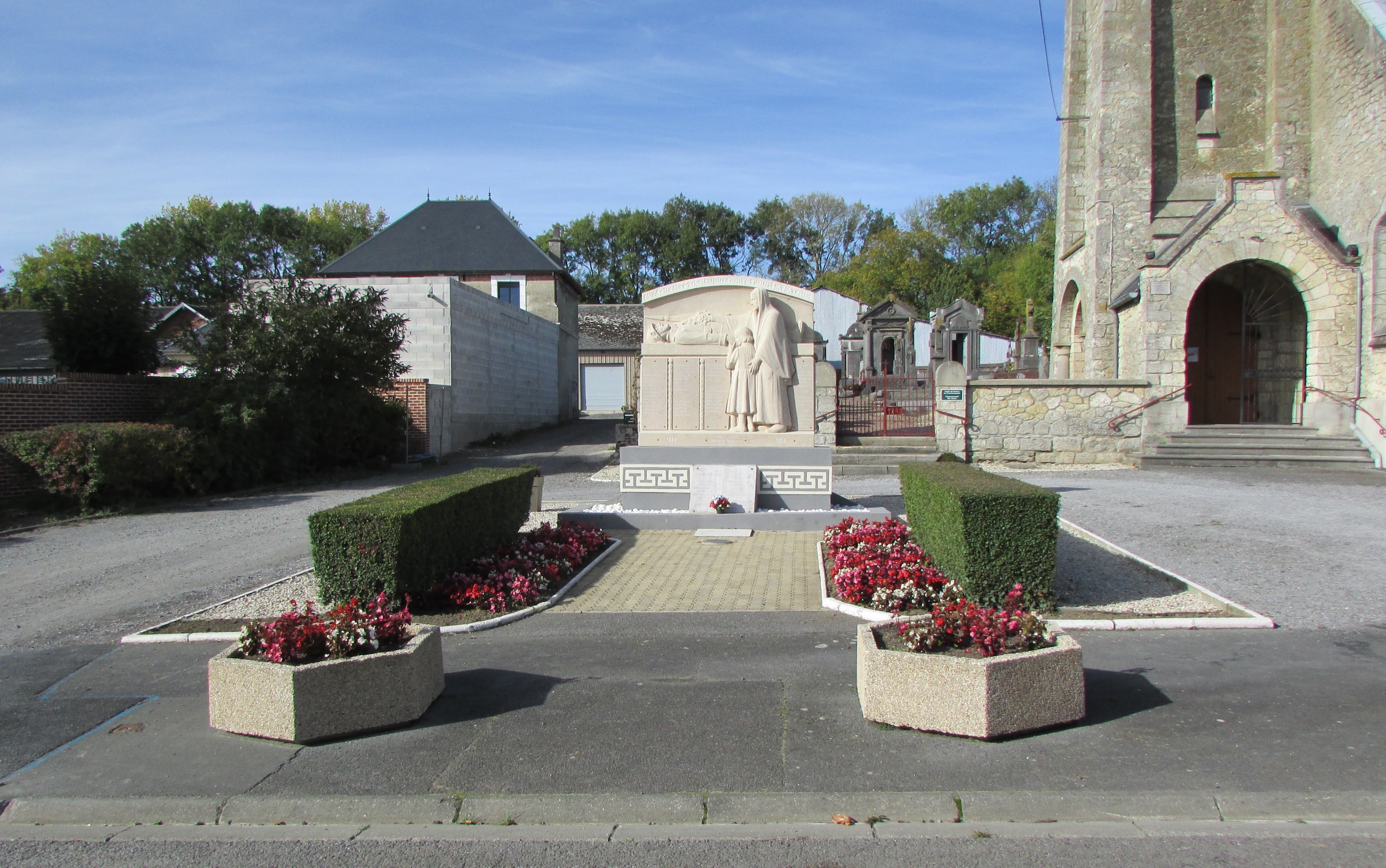
La place de l'église.

## Personnalités liées à la commune
- Désiré François Laugée (1823-1896), peintre et poète, maire de Nauroy dans les années 1880.
- Georges Laugée (1853-1937), artiste peintre, fils du précédent, situa à Nauroy une part de son œuvre dédiée à la vie des paysans aux champs. Sa fille Désirée Françoise se maria à Nauroy le 18 juillet 1914 avec le professeur Edmond Eggli (de) (1881-1956).
- Maurice Vernes (1845-1923), théologien français, né à Nauroy